# Landkanton Stendal

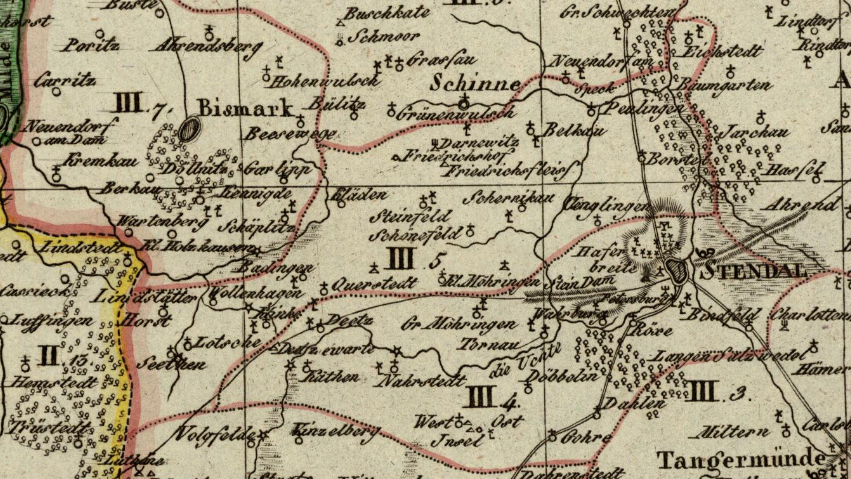
Kantone Stendal (Land) (III.5) und Stendal (Stadt) (III.4.) im Distrikt Stendal des Departement der Elbe

Der Landkanton Stendal (auch Land-Canton Stendal oder Kanton Stendal-Land) war eine Verwaltungseinheit des Königreichs Westphalen. Er bestand von 1807 bis zur Auflösung des Königreichs Westphalen im Oktober des Jahres 1813 und gehörte nach der Verwaltungsgliederung des Königreichs zum Distrikt Stendal des Departement der Elbe. Kantonshauptort (chef-lieu) war Uenglingen im Landkreis Stendal (Sachsen-Anhalt).

## Geschichte
Im Frieden von Tilsit musste Preußen 1807 neben anderen Gebieten auch die Altmark und das Herzogtum Magdeburg westlich der Elbe an das in diesem Jahr neu gegründete Königreich Westphalen abtreten. Aus diesen Gebieten und kleineren, vom Königreich Sachsen abgetretenen Gebieten wurde das Departement der Elbe gebildet, das in vier Distrikte (Magdeburg, Neuhaldensleben, Stendal und Salzwedel) gegliedert war. Der Distrikt Stendal untergliederte sich weiter in 14 Kantone (cantons), darunter der Landkanton Stendal. Zum Landkanton Stendal gehörten 9 Gemeinden (von der heutigen Schreibweise abweichende Originalschreibweisen sind kursiv):
- Uenglingen, Dorf, Kantonshauptort (chef-lieu)
- Klein Möringen (Klein-Möhringen), Dorf, mit Schönfeld (Schönefeld) und Steinfeld (Altmark) (Steinfeld)
- Borstel, Dorf, mit Schernikau
- Belkau, Dorf, mit Peulingen
- Kläden (Cläden/Clüden), Dorf, mit Darnewitz, Friedrichshof (Friedrichshoff) und Friedrichsfleiß
- Badingen, Dorf, mit Querstedt (Queerstedt)
- Wollenhagen, Dorf, mit Klinke und Lindstedterhorst (Lindstädter-Horst)
- Seethen, Dorf, mit Lotsche (Lootsche)
- Eichstedt (Altmark) (Eickstedt), Dorf

Die Orte gehörten vor/bis 1807 zum Stendalischen Kreis der Provinz Altmark der Mark Brandenburg.
Erster Maire von Stendal war der frühere Landrat von Woldeck, der am 3. Juli 1809 seine Entlassung erhielt. Ihm folgte Friedrich von Bismarck auf Welle nach. 1808 hatte der Landkanton Stendal 3291 Einwohner Bertuch gibt die Fläche des Landkantons Stendal mit 2,43 Quadratmeilen an, die Einwohnerzahl für 1810 mit 3017. Das Statistische Repertorium des Johann Georg Heinrich Hassel von 1813 gibt die Fläche leicht abweichend mit 2,45 Quadratmeilen an. Im Dezember 1811 hatte der Landkanton Stendal 3108 Einwohner,  Der Almanach royal de Westphalie von 1811 fasste Land- und Stadtkanton Stendal zusammen; beide Kantone wurden nur von einem Kantonsmaire geführt. Die Einwohnerzahl der beiden Kanton betrug 10.128, der Kantonsmaire war Levin Friedrich Christoph August von Bismarck auf Welle, dem zwei Adjunkte namens Krüger und Helmke zugeordnet waren. Nach dem Hof- und Staatskalender von 1812 hatten der Land- und Stadtkanton Stendal zusammen ebenfalls 10.331 Einwohner. Kantonmaire war von Bismarck mit den Adjunkten von Jagow und Helmke.
Mit dem Zerfall des Königreich Westphalen nach der Völkerschlacht bei Leipzig (16. bis 19. Oktober 1813) ging das Gebiet des Landkantons Stendal in Kreisamt Stendal auf. In der Kreisreform von 1816 kam das Gebiet des Kreisamtes Stendal zum Kreis Stendal.